# راج کوسلا
راج کوسلا (هندی: राज खोसला؛ ۳۱ مهٔ ۱۹۲۵ – ۹ ژوئن ۱۹۹۱) یک کارگردان اهل هند بود.
وی کارگردانی فیلم‌هایی همچون دوستانه و سانی بوده است. کوسلا همچنین برنده جوایزی همچون جوایز فیلم‌فیر شده است.